# Muriel Pénicaud

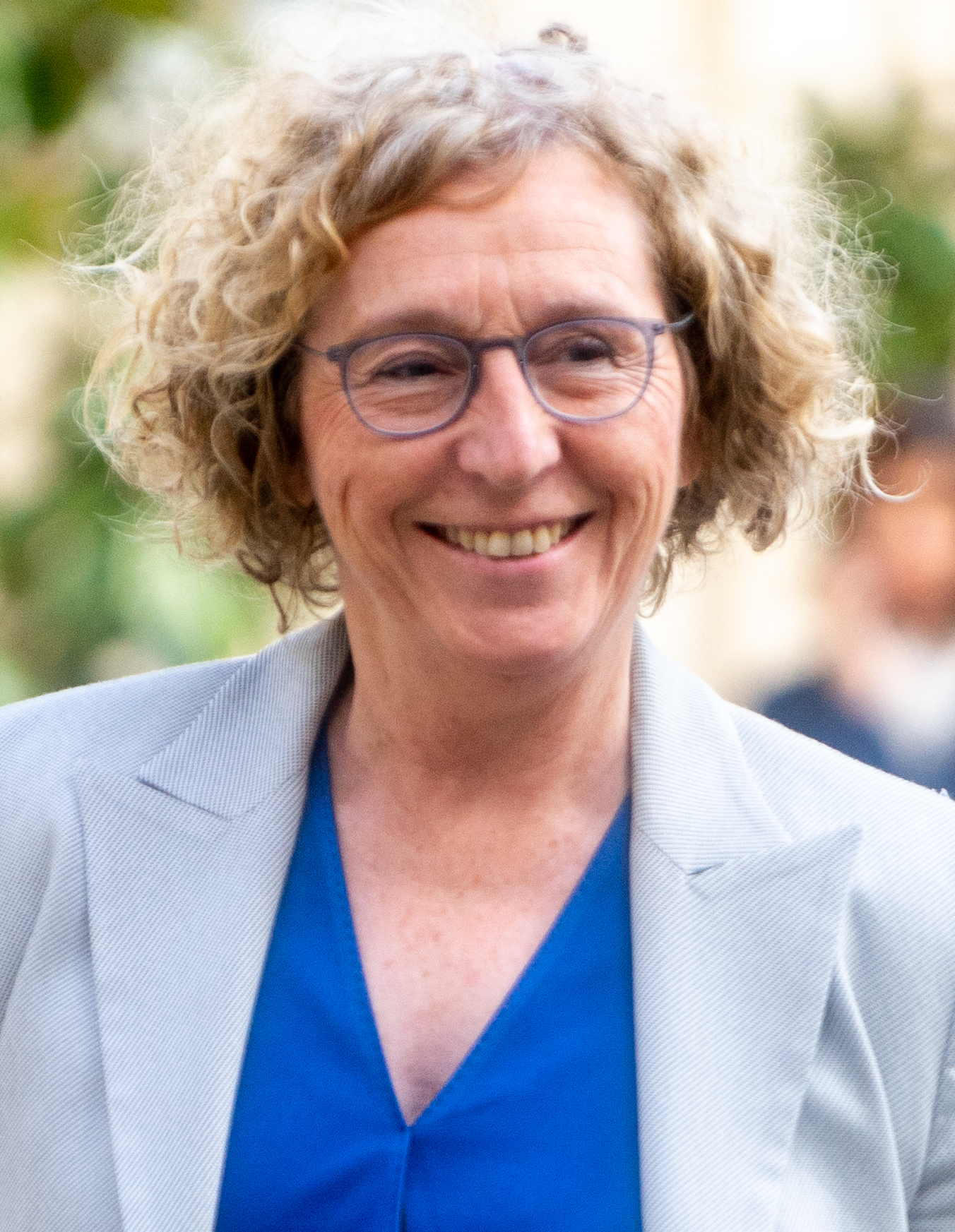
Muriel Pénicaud in 2019

Muriel Pénicaud (Versailles, 31 maart 1955) is een Frans politica, ondernemer en ambtenaar, die sinds 17 mei 2017 in de regering-Philippe I minister van werk is.

## Levensloop
Pénicaud promoveerde tot licentiaat in geschiedenis (1975) en magister in de opvoedingswetenschappen (1976) aan de Universiteit van Parijs-Nanterre. Zij promoveerde in klinische psychologie (1980) bij de Universiteit van Straatsburg en behaalde ook nog een diploma bij het Institut européen d'administration des affaires (1995).

## In het bedrijfsleven
Muriel was achtereenvolgens:
- directeur in verschillende functies bij Danone (1993-2002);
- adjunct-directeur-generaal bij de groep Danone Systems, belast met de organisatie, de menselijke relaties en de duurzame ontwikkeling (2002-2008);
- directeur-generaal van de menselijke relaties in de groep Danone (2008-2013);
- voorzitter van de raad van bestuur van het Fonds Danone (2009-2014);
- lid van de beheerraad van de Franse spoorwegen en voorzitter van het comité voor transport en logistiek (vanaf 2013) en lid van de toezichtscommissie (vanaf 2015);
- bestuurder bij de groep Orange en voorzitter van het comité voor goed bestuur en sociale verantwoordelijkheid;
- medestichter en producent van het jaarlijks evenement voor de ontwikkeling van leiderschap bij vrouwen (2010-2014);
- bestuurder van de vennootschap van de luchthavens van Parijs (2014- );
- bestuurder van de openbare vennootschap Paris-Saclay (2014- );
- lid van de stuurgroep voor de 34 plannen van de Nouvelle France industrielle.

## Ministerie van Arbeid
Pénicaud was territoriaal bestuurder, verantwoordelijk voor personeelsopleiding. Ze was ook directrice van het Centre lorrain pour l’enfance et la jeunesse en van de Mission locale pour l’insertion des jeunes de Metz (1976-1985).
Binnen het ministerie van Arbeid was ze actief in regionale directies en in de hoofddirectie (1985-1993). Ze was kabinetslid bij minister Martine Aubry als adviseur voor opleiding (1991-1993).
Ze werd eerste voorzitter van het Nationaal instituut van de arbeid, de werkgelegenheid en de beroepsopleiding (2006-2009) en lid van de Hoge Raad voor de sociale dialoog (vanaf 2008). Ze werd ook docente betreffende beroepsopleiding in de École nationale d'administration.
In februari 2010 overhandigde ze aan de Franse eerste minister de studie die ze opstelde, samen met Henri Lachmann en Christian Larose, onder de titel Welzijn en efficiency in het werk - 10 voorstellen om de psychologische gezondheid te verbeteren op het werk.

## Inspanningen voor opleiding en economie
In 2014 werd Pénicaud voorzitter van de Nationale Raad Opleiding en Economie.
In 2013-2014 was ze voorzitter van de beheerraad van AgroParisTech (Wetenschappelijk en industrieel instituut van wat leeft en van het milieu).
Ze is vicevoorzitter van de raad voor goed bestuur bij de school voor recht en zakenbeheer bij de Universiteit Paris II Panthéon Assas (Sorbonne Universités), medeoprichtster van de bidisciplinaire studie 'zakenrecht en management'.
Muriel Pénicaud is medeoprichtster en vicevoorzitter (2007) van TV DMA, de eerste academische tv van de openbare dienst, gewijd aan het management en het zakenrecht.
In mei 2014 werd ze ambassadrice voor internationale investeringen en vanaf januari 2015 directeur-generaal van Business France, een nationaal agentschap in dienst van de internationalisering van de Franse economie.

## Minister
Op 17 mei 2017 werd ze benoemd tot minister van Arbeid in de regering-Philippe.

## Fotografie
Muriel Pénicaud heeft een bijzondere belangstelling voor fotografie. In april-mei 2017 gaf ze een tentoonstelling van haar fotografisch werk over taxidermie. De opbrengst van de verkoop ging naar het Fonds Sakura, dat de band promoveert tussen kunst en samenleving.

## Publicaties

### In samenwerking
- Itinéraire de dirigeant, in: Comités exécutifs. Voyage au cœur de la dirigeance d’entreprise, 2008.
- 30 ans de la formation professionnelle, CEREQ, 2005.

### Artikels
- L’internationalisation est une chance pour l’économie, in: Les Échos, 22 oktober 2014.
- Risques psychosociaux en entreprise. Faire converger bien-être et efficacité au travail, in: Risques, 2013.
- Les normes internationales du travail face aux défis de la globalisation, in: France Forum, 2013.
- Relations sociales en Europe: une contrainte passéiste ou un sujet de dirigeance?, in L’Enjeu des relations sociales, panorama France-Allemagne, CCI franco-allemande, 2013.
- Co-creation at Danone: A guide to co-creation in: Danone, november 2012.
- Pour une vision de l’entreprise dans son écosystème, in: Journal de l’École de Paris n° 91.
- Une solution à la souffrance au travail ?, in: Psychologies magazine, november 2010.
- Quatre solutions contre le stress, in: Le Point', maart 2010.
- Dassault Systèmes, l'innovation organisationnelle en 3D, in: Journal de l'École de Paris, 14 maart 2007
- L'enseignement professionnel, figure imposée de l'exception française, in: Formation Emploi, 2001.